# Historischer Rundweg durch die Verbotene Stadt

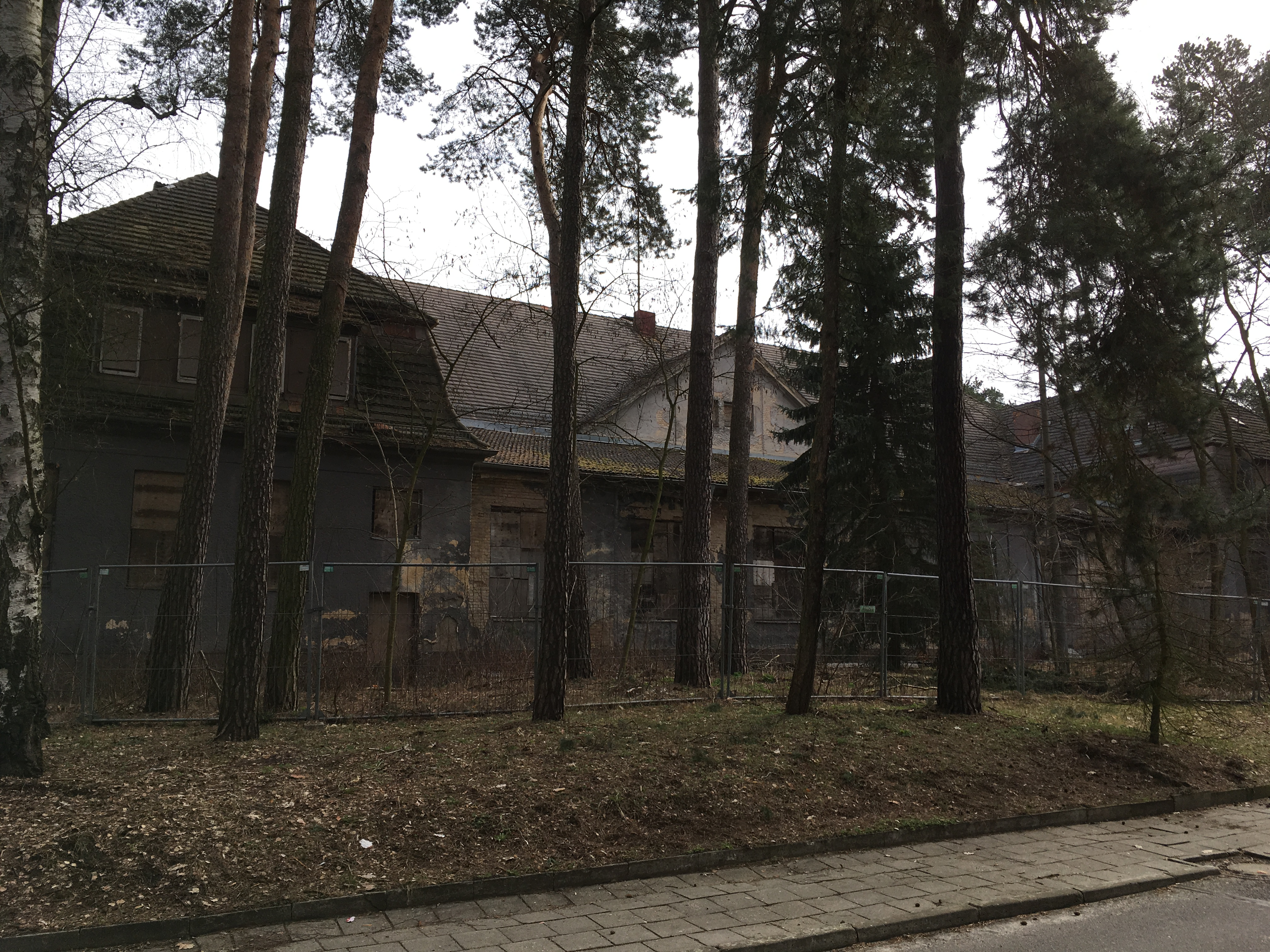
Ehemaliges Offizierskasino von 1912

Der Historische Rundweg durch die „Verbotene Stadt“ ist ein rund elf Kilometer langer Rundweg in Zossen, einer Stadt im Landkreis Teltow-Fläming in Brandenburg. Er erschließt das Areal um die Waldstadt, ein ehemals selbstständiger Gemeindeteil des Ortsteils Wünsdorf. Dort entstand 1910 ein Kaiserlicher Truppenübungsplatz mit einer Garnison. 1935 folgte die Kommandozentrale der Deutschen Heeresführung (OKH) und ab 1945 der Hauptgefechtsstand der Gruppe der Sowjetischen Streitkräfte in Deutschland (GSSD) und der sowjetischen 16. Luftarmee.

## Verlauf und Sehenswürdigkeiten

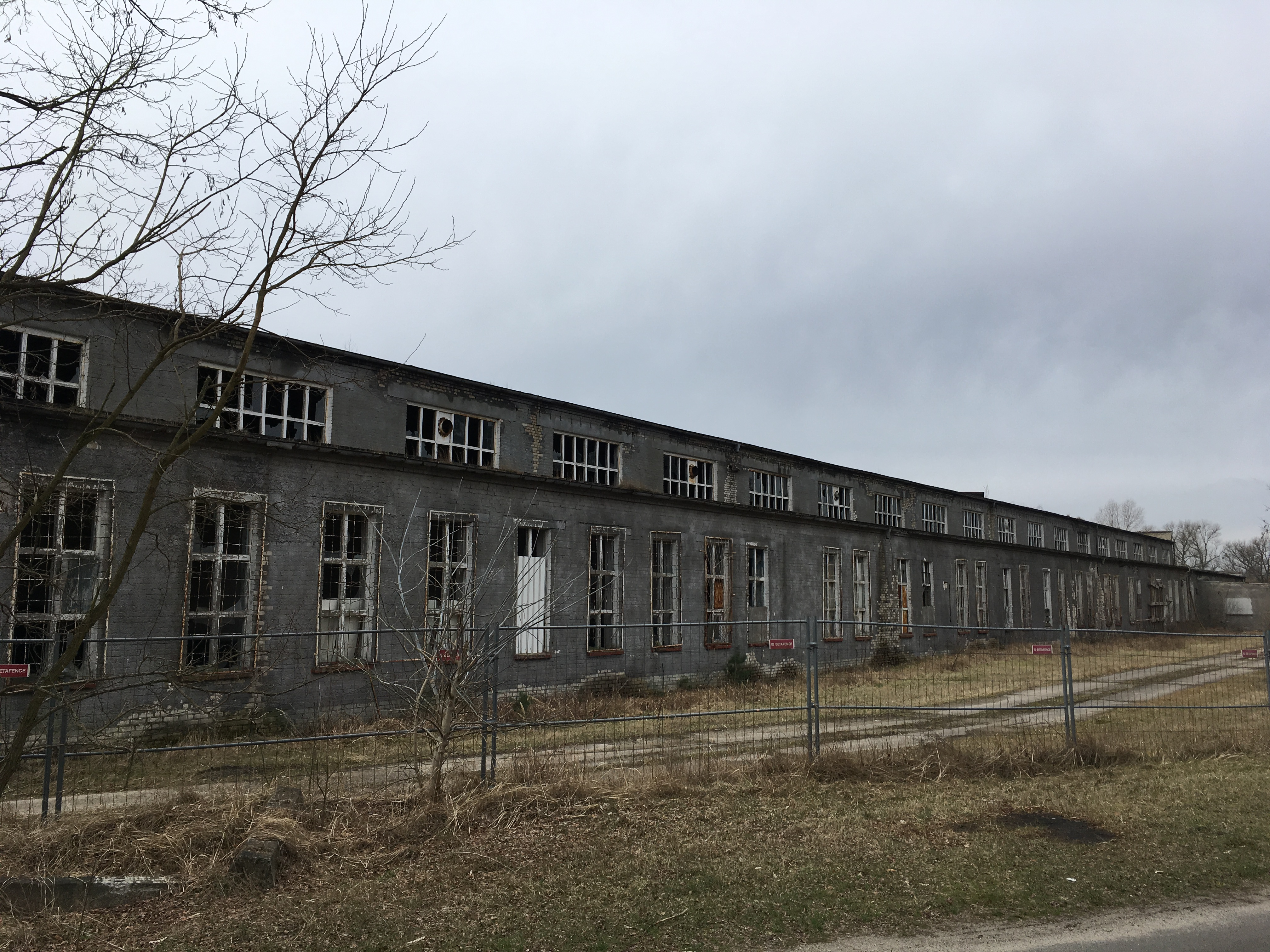
Zentralgebäude des 193. Panzer-Instandsetzungswerkes von 1951

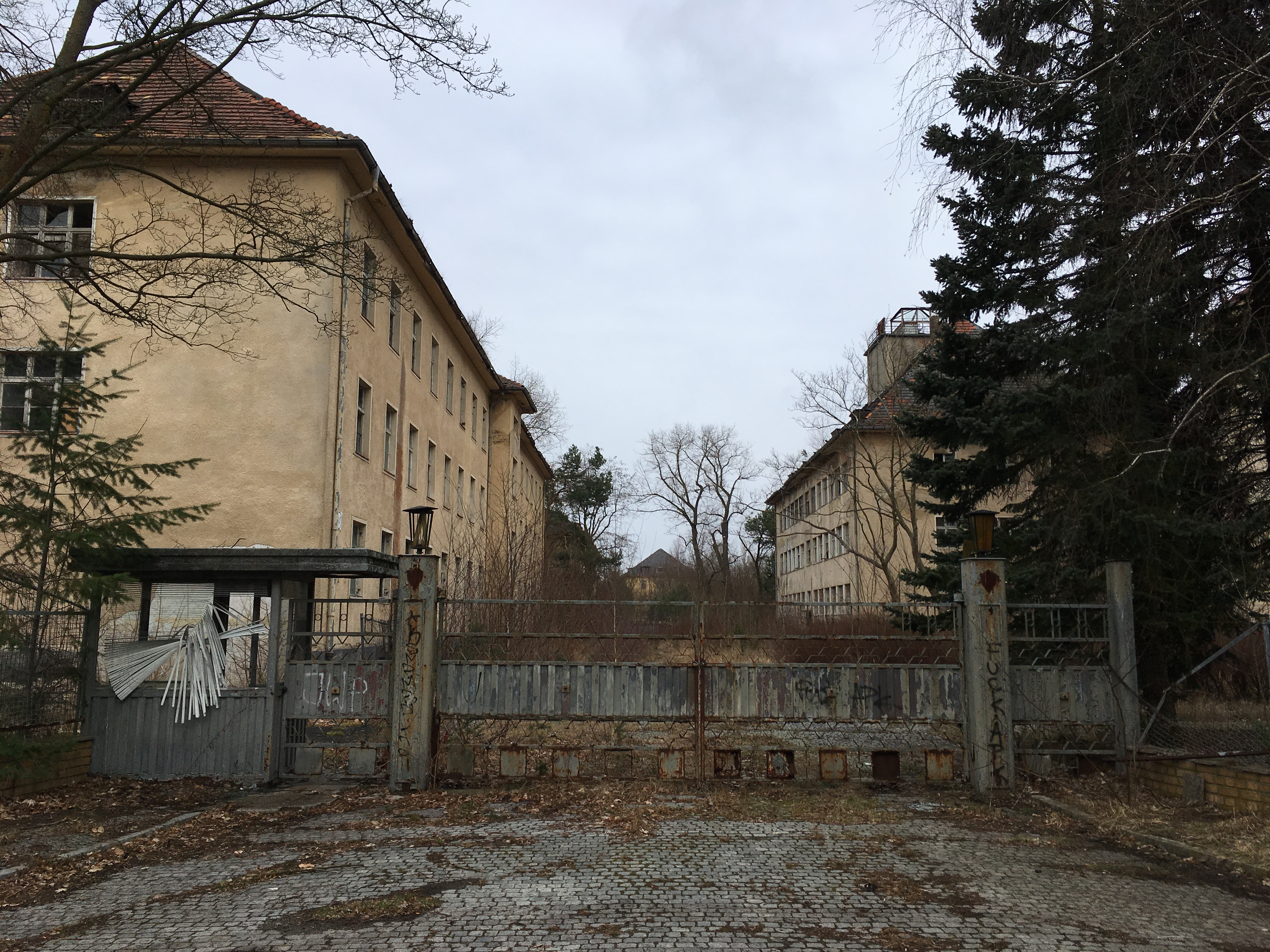
Ehemaliger Zugang zum Lehrklassengebäude

Die Stadt Zossen hat entlang des Rundwegs vier Informationstafeln aufgestellt, von denen sich ein Einstieg in den Weg anbietet. Einer befindet sich am Bahnhof Wünsdorf. Dort befand sich einst ein Militärbahnhof, der von 1953 bis 1994 eine 1.926 km lange Direktverbindung nach Moskau ermöglichte. Der Weg verläuft von dort aus in nordöstlicher Richtung zur Bundesstraße 96, an der sich von 1936 bis 1945 eine Heeresbäckerei und das Heeresverpflegungsamt befanden. Von 1954 bis 1994 wurden die Anlagen als Brotfabrik und Lager für militärische Güter genutzt.
Entlang der B 96 führt der Weg in rund 1,7 Kilometer nach Nordwest, um dort in die Friedrich-Raue-Straße nach Osten abzuzweigen. Dort stehen in Richtung Martin-Luther-Straße drei zum Teil erhaltene Hochbunker der Bauart Winkel. Weitere Bunker dieser Art befinden sich im nördlichen Bereich an der Gutenbergstraße am Museum Roter Stern sowie dem Garnisonsmuseum Wünsdorf. Über die Schwanenallee kann in rund 600 Meter Entfernung das ehemalige Wachgebäude des Stammlagers Zossen aus den Jahren 1912 bis 1994 erreicht werden.
In nordöstlicher Richtung, entlang der Fritz-Jaeger-Allee und der Zehrensdorfer Straße, steht das Offizierskasino aus der Zeit von 1912 bis 1919. Eine erneute Nutzung als Kasino fand von 1934 bis 1945 statt, von 1954 bis 1994 als Haus der Offiziere der 16. Luftarmee. In östlicher Richtung folgen ein 1912 erbauter Wasserturm sowie die 1998 gegründete Bücher- und Bunkerstadt. Eine weitere Informationstafel am Parkplatz zeigt unter anderem den Weg zum südlich gelegenen, 1912 erbauten Waldstadion. In 1,3 km Entfernung zweigt der Koschewoi-Ring in südwestlicher Richtung ab und führt zur Lutz-Kaserne, in der von 1935 bis 1941 das 5. Panzerregiment saß. In südöstlicher Richtung verbindet der Rundweg den Ehrenfriedhof Zehrensdorf und führt über weitere 600 Meter zu einem Parkplatz an der Landstraße 74 mit einer weiteren Informationstafel.
In südwestlicher Richtung in rund 1,6 Kilometer Entfernung steht die Militärturnanstalt (1916–1933), die von 1913 bis 1940 als Heeressportschule und von 1954 bis 1994 als Haus der Offiziere diente. Nördlich liegt die Schule für Heeresmotorisierung (1940–1945) sowie Wohnheime und Wohnungen für Offiziersfamilien, wie auch die Schule Nr. 1 (1954–1994). Folgt der Besucher dem Koschewoi-Ring, so erreicht er nach einem weiteren Kilometer das Zentralgebäude des 193. Panzer-Instandsetzungswerkes, das von 1951 bis 1994 über einer Bruttogrundfläche von 12.000 Quadratmeter verfügte. In südwestlicher Richtung befindet sich das Lehrklassengebäude der Panzertruppenschule (1935–1943), das von 1953 bis 1994 als Stabsgebäude des Oberbefehlshabers der Gruppe der sowjetischen Truppen in Deutschland diente. Entlang der Hauptallee liegt in südwestlicher Richtung das Standortlazarett mit einer Gedenkstelle für Rosa Luxemburg sowie an der nördlichen Seite das Offizierskasino der Panzertruppenschule (1935–1943), das von 1954 bis 1994 als Kaufhaus Unvermag diente. Seit 1998 ist dort das Bürgerhaus des Ortes. Hier steht die vierte Informationstafel des Rundwegs, der in nördlicher Richtung über die B 96 zurück zum Bahnhof führt.